# جنگل‌های مرطوب جنب‌حاره‌ای هندوچین شمالی
جنگل‌های مرطوب جنب‌حاره‌ای هندوچین شمالی (به لاتین: Northern Indochina subtropical moist forests) یک منطقهٔ مسکونی و جنگل در چین است.